# The Final Frontier (Keel)
The Final Frontier è il terzo album dei Keel, uscito il 30 aprile 1986 per l'etichetta discografica MCA Records.

## Tracce
1. The Final Frontier (Chaisson, Keel) 3:20
2. Rock & Roll Animal (Ferrari) 4:47
3. Because the Night (Smith, Springsteen) 3:47 (Patti Smith Cover)
4. Here Today, Gone Tomorrow (Keel) 4:06
5. Arm and a Leg (Chaisson, Ferrari, Jay, Keel) 3:08
6. Raised on Rock (Ferrari) 3:10
7. Just Another Girl (Keel) 3:16
8. Tears of Fire (Ferrari) 4:20
9. Nightfall (Ferrari) 1:56
10. No Pain, No Gain (Keel) 3:44

## Formazione
- Ron Keel - voce, chitarra
- Marc Ferrari - chitarra solista, cori
- Bryan Jay - chitarra solista, cori
- Kenny Chaisson - basso, cori
- Dwain Miller - batteria, cori

### Altri musicisti
- Joan Jett - chitarra nella traccia 6
- Mitch Perry - chitarra nella traccia 8
- Michael Des Barres - voce nella traccia 6
- Jaime St. James - voce nella traccia 2
- Gregg Giuffria - voce nella traccia 10